# محول مقوم
المحول المقوم (ريكتيفورمر) عبارة عن مقوم ومحول تم تصميمهم كوحدة واحدة لتحويل التيار المتردد إلى تيار مستمر .انه يعتبر بدرجة أكبر جزء من أجهزة نظام الطاقة الكهربية عن أنه جهاز الكترونى .
يستخدم المحول المقوم لإمداد الطاقة لمجالات مختلفة من الترسيب الإستاتيكى (ESP) . كما يستخدم لإنشاء جهد مستمر لخلايا التحليل الكهربي في صناعات صهر الالومنيوم .
يوجد المحول المقوم بدرجة شائعة أثناء عمليات الإستخلاص الكهربي , حيث يتطلب وجود تيار مستمر لتحويل ايونات المعدن الأساسية مثل النحاس إلى معدن على الكاثود .
عند مرور التيار الكهربي خلال محلول كبريتات النحاس النقى فإنه ينتج النحاس على الكاثود . والمعادلة الموضحة لذلك كالأتى :
Cu2+aq+ 2e− = Cuo

## الخصائص الفيزيائية
يصمم المحول المقوم للحصول على جهد خرج مستمر يتراوح بين 30 فولت إلى أعلى من 120 كيلو فولت .